# Marienkinder

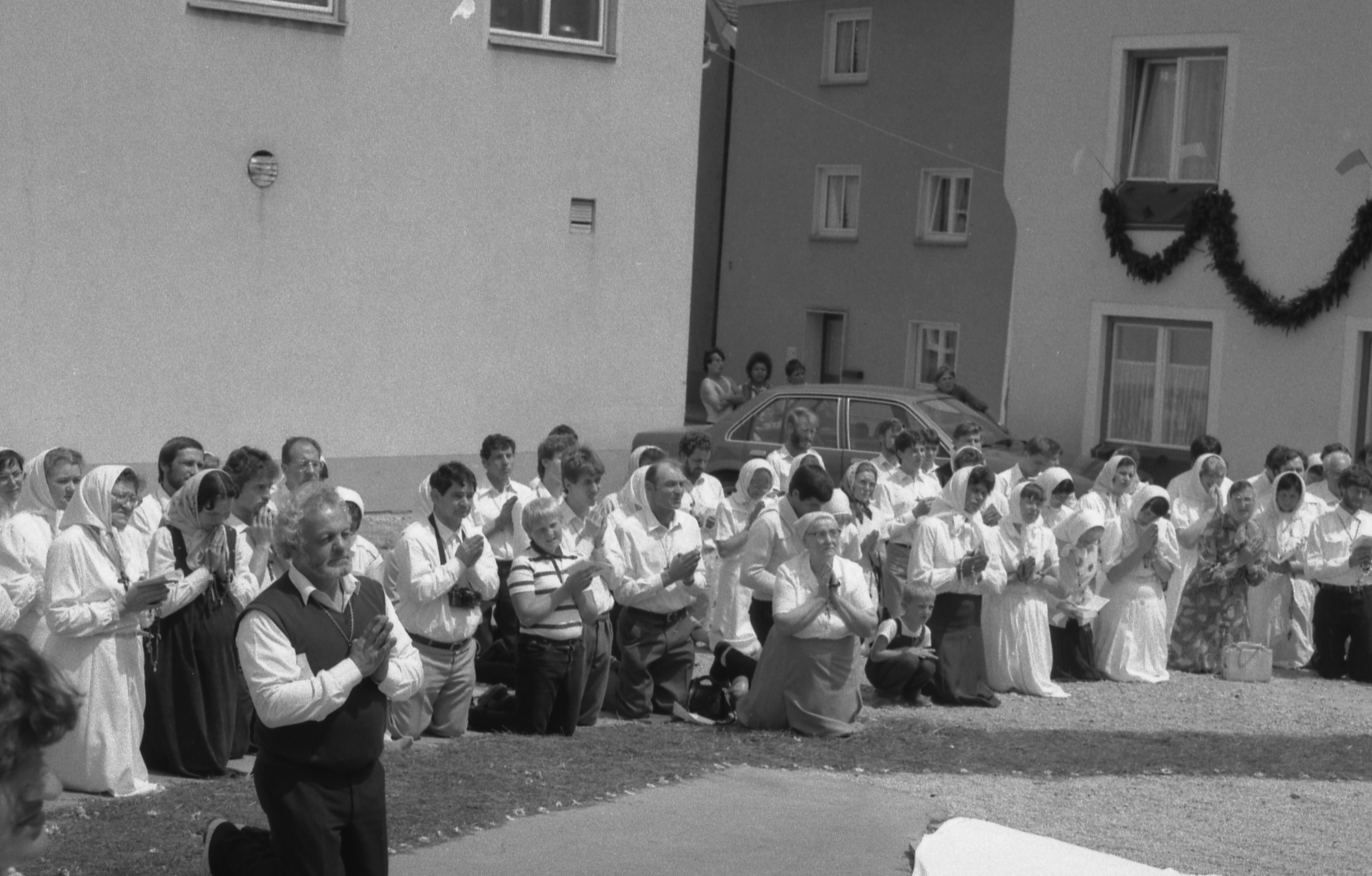
Die „Kreuzträger der Jungfrau Maria“, wie sie sich nennen, lehnen die Neuerungen des Zweiten Vatikanischen Konzils ab. Der eigentliche Kopf dieser Gruppe war Josef Zanker (vorne auf dem Bild kniend), der sich mit „Bruder Josef“ anreden ließ (Pressefoto vom 7. Juni 1985).

Die Marienkinder, auch Kreuzträger der Jungfrau Maria sind eine sogenannte neue religiöse Bewegung, die ihr Verbreitungsgebiet vor allem im Landkreis Unterallgäu hat und sich als „römisch-katholisch“ bezeichnet.

## Geschichte
Gegründet wurden sie 1983 in Mindelheim von Josef Zanker („Bruder Josef“; 1939–2001), einem ehemaligen Maurerpolier, und dem Priester Johannes Maria Bauer (1919–1999), ehemaliger römisch-katholischer Pfarrer aus Aresing, der später seines Amtes enthoben wurde. Sie betrieben u. a. einen Verlag (Herausgabe der „Marienkinder-Bilderzeitung“ u. a.), ein Reiseunternehmen und ein Transportunternehmen, in denen sie für Niedriglöhne arbeiten ließen. Die schon im 19. Jahrhundert verwendete Bezeichnung „Marienkinder“ leitet sich aus einer Schrift des französischen Volksmissionars und Ordensgründers Louis-Marie Grignion de Montfort ab.
Die Mitglieder vertraten einen apokalyptischen Dualismus, in dem gute und böse Engel wirken und die Welt als ein Ort des Kampfes zwischen Satan und Gott verstanden wird. Damit wird eine negative Anthropologie, die menschliche Schuld und damit verbunden die Notwendigkeit von Opfer und Sühne stark betont. Die Marienkinder lehnten das Zweite Vatikanische Konzil ab. Sie sind Gegner der Hand- und Stehkommunion, die sie als „ein satanisches Werk“ betrachten, ebenso verwarfen sie das Gesangbuch „Gotteslob“. Ebenso wurden Menschenrechte als „satanisch“ und die Demokratie als „Prinzip des Teufels“ bezeichnet. In ihren Schriften wurden apokalyptische Berechnungen konkretisiert und der Dritte Weltkrieg für das Jahr 1999 vorausgesagt. Später wurde das Datum auf einen Bereich zwischen den Jahren 2000 und 2006 korrigiert.
Der ehemalige Bischof der Diözese Augsburg, Josef Stimpfle, exkommunizierte Zanker und Bauer 1985 „wegen Schismas“. Josef Zanker wurde vom Bistum als „gefährlicher Psychopath“ eingestuft.
Die Mitglieder lebten zunächst gemeinsam in der Stadtmühle von Mindelheim. Mitte der 1980er Jahre kamen die Zustände bei den Marienkindern erstmals ans Licht: Von Zanker ausgesuchte Personen nahmen entsprechend der Lehre alle Sünden auf sich. Er forderte totalen Gehorsam, setzte laut den gerichtlichen Ermittlungen dazu auch körperliche Gewalt, Psychoterror und sexuellen Missbrauch ein. Vor Gericht sagte er aus, Kinder und Jugendliche „vermöbelt“ zu haben, weil „sie es brauchten“. 1987 wurde Zanker wegen Körperverletzung und Nötigung in 21 Fällen zu einer Bewährungsstrafe verurteilt, woraufhin sich die Marienkinder aus der Öffentlichkeit zurückzogen.
1993 eskalierten Zankers Gewalttätigkeiten, er brachte den Mitbegründer, Pfarrer Bauer, beinahe um. Darauf spalteten sich die Marienkinder im Juli 1994. Zanker ging nach Bad Wörishofen, wo sich heute die Unternehmen der Marienkinder befinden. Im August 1994 wurde Pfarrer Bauer mit der römisch-katholischen Kirche versöhnt; die Exkommunikation wurde – unter der Bedingung, dass er nicht mehr im großen öffentlichen Rahmen die hl. Messe feiern dürfe und den Kontakt zu den Marienkindern abbrechen müsse – aufgehoben. Bauer engagierte sich später für das Engelwerk und verstarb 1999.

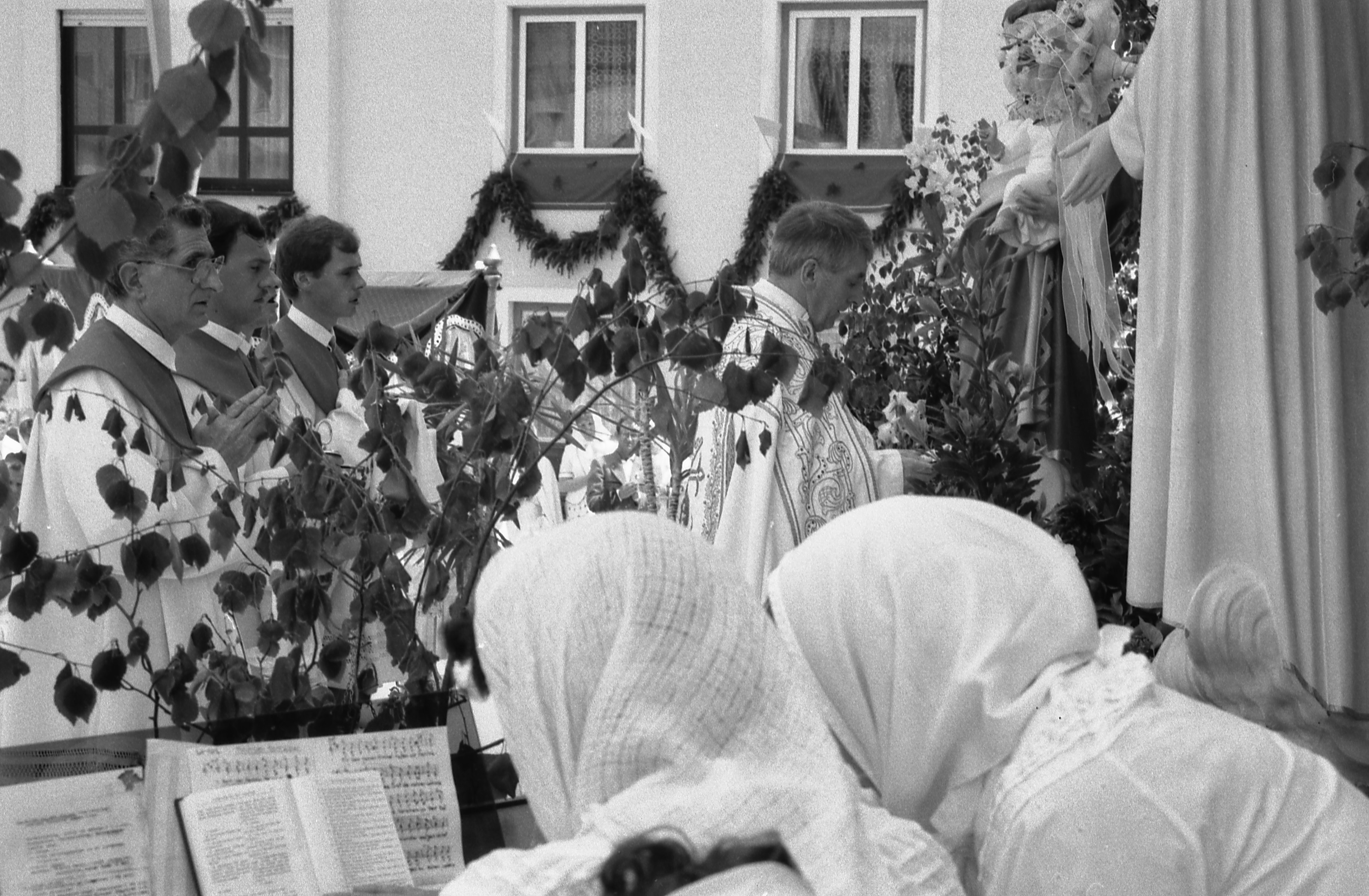
Als geistlicher Leiter trat der frühere Pfarrer von Aresing, Johannes Bauer auf (Pressefoto vom 7. Juni 1985).

Gegen Zanker, der sich zwischenzeitlich aus der Gruppenführung zurückgezogen hatte, wurde aufgrund der Vorfälle 1996 erneut Anklage wegen gefährlicher und lebensbedrohlicher Körperverletzung, Freiheitsberaubung und Nötigung in sieben Fällen erhoben, im Oktober 1996 verurteilte ihn das Amtsgericht Memmingen zu drei Jahren Haft. Anfang 2001 verstarb Zanker.
Heute ist der Mittelpunkt der Gruppierung im Raum Bad Wörishofen. Sie hält teilweise an ihren Überzeugungen fest, ist aber als gemeinnütziges Werk anerkannt und führt ihre religiösen Aktivitäten weiter. Seit Anfang 2008 werden die Marienkinder im Auftrag des damaligen Augsburger Diözesanbischofs Walter Mixa durch Priester der Priesterbruderschaft St. Petrus betreut. Im September 2008 hat Mixa 30 Anhänger der Marienkinder gefirmt und somit in die katholische Kirche „zurückgeholt“. Seitdem sind nicht wenige Mitglieder von früheren, radikaleren Ansichten abgerückt und gemäßigter geworden.